# Robin Larsson
Robin Larsson (né le 6 juillet 1992, à Svenljunga) est un pilote automobile suédois de rallycross. Il participe depuis 2015 au Championnat du monde de rallycross.

## Biographie
Robin Larsson est le fils de Lars Larsson, double champion d'Europe de rallycross en 2006 et en 2007. Il commence le Championnat d'Europe de rallycross, à la saison 2012, dans la catégorie Touringcar. Il termine quatrième du championnat, après avoir décroché cinq victoires en huit participations, et avoir manqué les deux premières manches. Lors de la saison 2013, il termine vice-champion de la catégorie tourisme, après avoir remporté deux courses sur les neuf courses.

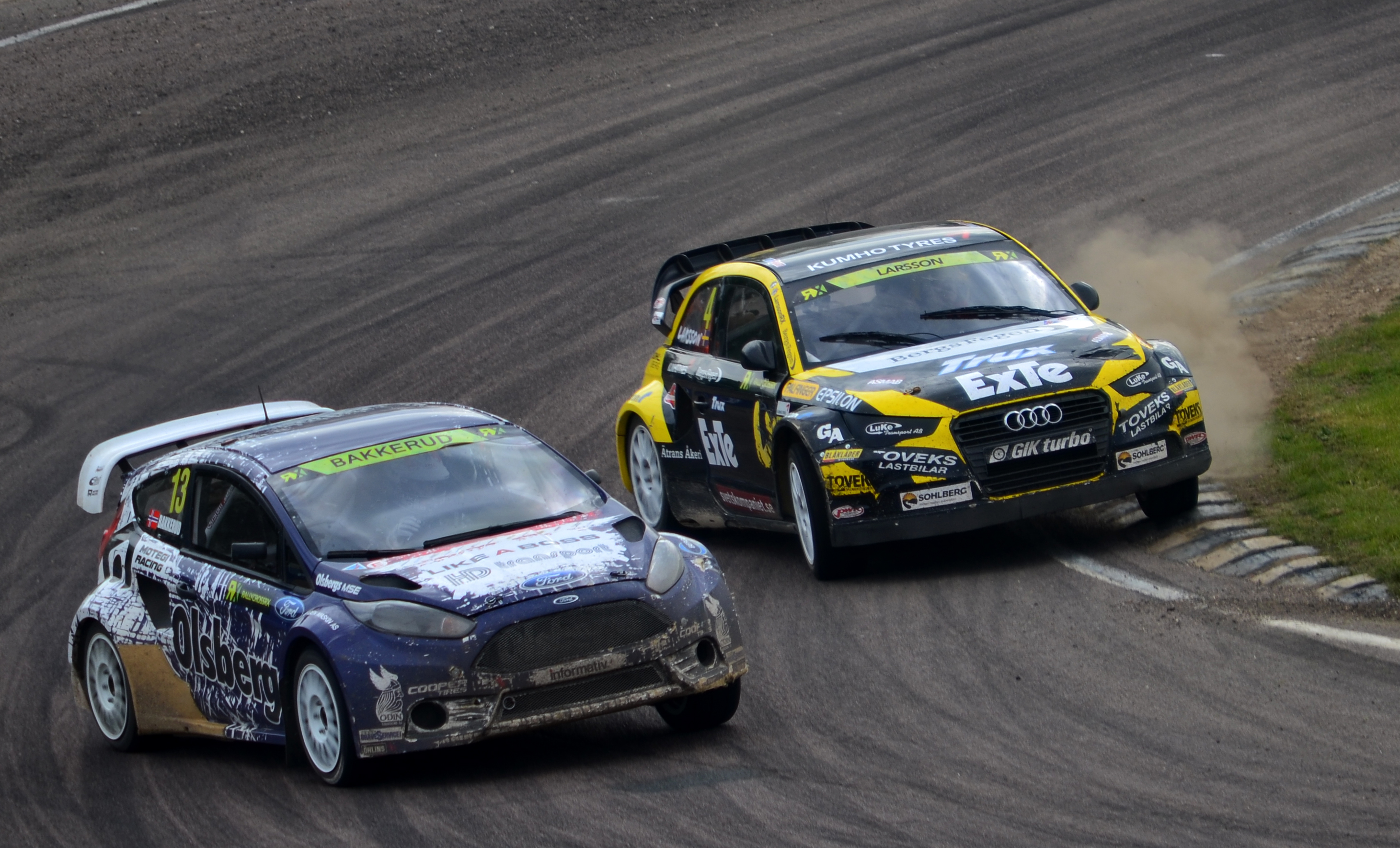
Larsson double Andreas Bakkerud, sur le circuit de Lydden Hill, en 2014.

Robin Larsson passe alors à la catégorie supérieure pour la saison 2014, en Supercar, avec sa propre écurie, nommée Larsson Jernberg Racing, au volant d'une Audi A1. Il se révèle très compétitif, et prend rapidement les rênes du championnat, attirant ainsi certains médias spécialisés, qui déclarent que « Robin Larsson marche sur les traces de son père. ». Il remporte finalement le titre, et devient champion d'Europe de rallycross, succédant ainsi à Timur Timerzyanov, et rejoignant ainsi son père au palmarès. 
L'année suivante, il s'engage dans le Championnat du monde de rallycross et termine la saison à la huitième place. Il participe de nouveau au World RX en 2016. 

## Palmarès
- Vice-champion d'Europe de rallycross, catégorie Tourisme, en 2013.
- Champion d'Europe de rallycross, catégorie Supercars, en 2014.

## Résultats

### Championnat d'Europe de rallycross

#### Touringcar
| Année | Équipe        | Voiture     | 1     | 2     | 3     | 4       | 5       | 6     | 7     | 8     | 9     | 10    | ERX | Points |
| ----- | ------------- | ----------- | ----- | ----- | ----- | ------- | ------- | ----- | ----- | ----- | ----- | ----- | --- | ------ |
| 2012  | Robin Larsson | Škoda Fabia | GBR   | FRA   | AUT 1 | HON Ret | NOR Ret | SUE 1 | BEL 1 | NED 2 | FIN 1 | ALL 1 | 4th | 100    |
| 2013  | Robin Larsson | Škoda Fabia | GBR 2 | POR 1 | HON 5 | FIN 6   | NOR 10  | SUE 5 | FRA 6 | AUT 2 | ALL 1 |       | 2nd | 170    |

#### Supercar
| Année | Équipe                      | Voiture | 1     | 2      | 3     | 4     | 5     | ERX | Points |
| ----- | --------------------------- | ------- | ----- | ------ | ----- | ----- | ----- | --- | ------ |
| 2014  | Larsson Jernberg Motorsport | Audi A1 | GBR 1 | NOR 11 | BEL 1 | ALL 2 | ITA 2 | 1st | 67     |

### Championnat du monde de rallycross

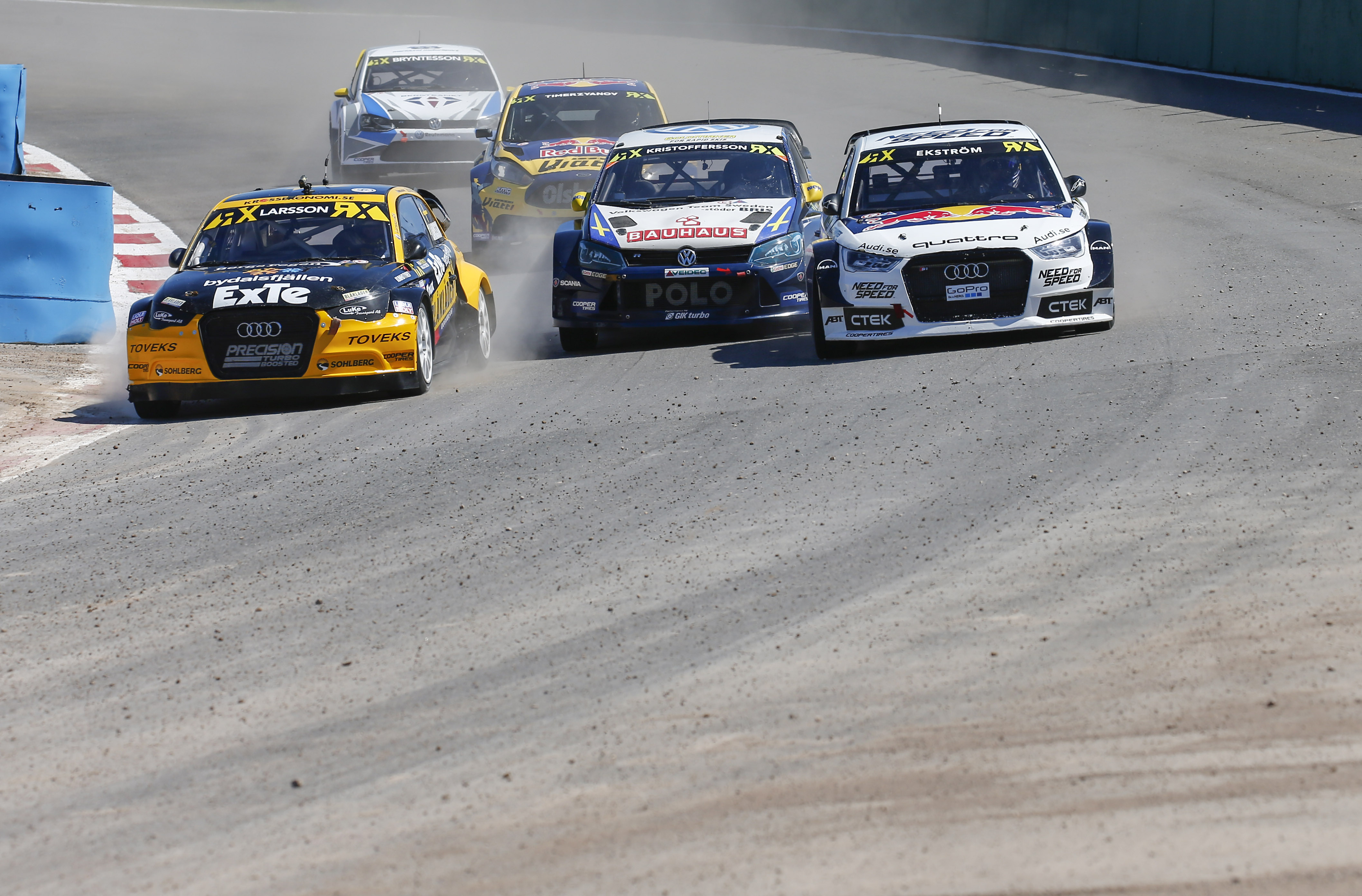
Robin Larsson en tête au premier virage devant Mattias Ekström

#### Supercar
| Année | Équipe                      | Voiture | 1     | 2     | 3      | 4      | 5      | 6      | 7      | 8      | 9     | 10     | 11     | 12    | 13    | WRX | Points |
| ----- | --------------------------- | ------- | ----- | ----- | ------ | ------ | ------ | ------ | ------ | ------ | ----- | ------ | ------ | ----- | ----- | --- | ------ |
| 2014  | Larsson Jernberg Motorsport | Audi A1 | POR   | GBR 2 | NOR 21 | FIN    | SUE 34 | BEL 7  | CAN    | FRA    | ALL 3 | ITA 10 | TUR    | ARG   |       | 9th | 76     |
| 2015  | Larsson Jernberg Motorsport | Audi A1 | POR 9 | HOC 5 | BEL 14 | GBR 12 | GER 9  | SUE 34 | CAN 18 | NOR 3  | FRA 6 | BAR 6  | TUR 10 | ITA 8 | ARG 1 | 8th | 147    |
| 2016  | Larsson Jernberg Motorsport | Audi A1 | POR 2 | HOC 6 | BEL 13 | GBR 15 | NOR 10 | SUE 8  | CAN 16 | FRA 12 | BAR 5 | LAT 12 | GER 13 | ARG 6 |       | 9th | 109    |